# Промінь (Луцький район)
Про́мінь (колишні назви — Пулганів, Пілганів) — село в Україні, у Боратинській сільській громаді Луцького району Волинської області. Населення — 527 осіб.

## Населення
За переписом УРСР 1989 року чисельність наявного населення села становила 427 осіб, з яких 189 чоловіків та 238 жінок.
За переписом населення України 2001 року в селі мешкало 520 осіб.

### Мова
Розподіл населення за рідною мовою за даними перепису 2001 року:
| Мова       | Відсоток |
| ---------- | -------- |
| українська | 99,05 %  |
| російська  | 0,95 %   |

## Пам'ятки археології
На території села відомі наступні пам'ятки археології:
- випадково знайдений скарб античних монет;
- за 0,5 км на південний захід від села, на схід від автошляху Луцьк — Боремель, на мисоподібному виступі лівого берега безіменного струмка (лівосторонній доплив Стиру) висотою 10–12 м над рівнем заплави   поселення періоду XII—XIV століть площею до 1 га;
- на південній околиці села, на лагідному схилі берега безіменного струмка висотою 5–6 м над рівнем заплави   поселення періоду XII—XIII століть площею до 1 га. Фрагменти гончарних горщиків підібрані з території присадибних ділянок;
- у південній частині села, на території, прилеглій до клубу, на схилі лівого берега безіменного струмка висотою 12–14 м над рівнем заплави двошарове поселення тшинецько-комарівської культури періоду XII—XIII століть площею до 3 га;
- на східній околиці села, на південний схід від церкви, на мисоподібному виступі лівого берега безіменного струмка висотою 10–12 м над рівнем заплави двошарове поселення тшинецько-комарівської культури і періоду XII—XIV століть площею до 1 га;
- за 0,5 км на схід від села і в цьому ж напрямку від церкви, за 0,3 км на схід від греблі ставу, на мисоподібному виступі лівого берега безіменного струмка висотою 8–10 м над рівнем заплави поселення періоду XII—XIV століть площею до 1 га;
- за 1 км на південний схід від села, на мисоподібному виступі лівого берега безіменного струмка висотою 10–12 м над рівнем заплави двошарове поселення черняхівської черняхівської культури і періоду XII—XIV століть площею близько 1 га. З території орного поля зібрані фрагменти гончарного посуду перших століть нашої ери і раннього середньовіччя;
- за 0,5 км на південний схід від села, на захід від греблі ставу, на північ від водонапірної башти, на схилі лівого берега безіменного струмка висотою до 10 м над рівнем заплави   поселення періоду XII—XIII століть площею близько 1 га;
- за 0,3 км на південь від села, за 0,4 км на південний захід від клубу, на напівовальному у плані мисоподібному виступі правого берега безіменного струмка висотою 10–12 м над рівнем заплави двошарове поселення тшинецько-комарівської культури і періоду XII—XIII століть площею до 2 га. З території орного поля зібрані уламки ліпної кераміки та вироби з кременю;
- на східній околиці села, за 0,5 км на схід від церкви, за 250 м на південний схід від автодороги Промінь–Коршевець, на північ від ставу, на території ділянки Д. М. Носика поселення лужицької культури, виявлене і обстежене експедицією Волинської ОАСУ під керівництвом О. Златогорського у 2008 році.

## Пам'ятки архітектури
Свято-Михайлівська церква. У храмі біля трьохсот років зберігається чудотворна ікона Пілганівської Матері Божої, яка створена 1754 року. У 2007 році ікона оновлена.

## Історія
12 червня 2020 року, відповідно до розпорядження Кабінету Міністрів України № 708-р «Про визначення адміністративних центрів та затвердження територій територіальних громад Волинської області», село увійшло у склад Боратинської сільської громади.
19 липня 2020 року, в результаті адміністративно-територіальної реформи та ліквідації  Луцького району(1940—2020), село увійшло до складу новоутвореного Луцького району.